# Lino Grech
Lino Grech (* 1930 in Sliema; † 2. Dezember 2013 in Msida) ist ein maltesischer Regisseur, Drehbuchautor, Filmregisseur und Schauspieler.

## Biografie
Grech wurde in Sliema geboren. Bekannt wurde für seine Rolle im Fernsehserie F'Bahar Wiehed. Außerdem übersetzte er Werke von Arthur Miller und Lope de Vega in Maltesische. In den 1990er Jahren schrieb er Drehbücher für die Fernsehsendungen wie Hypocrites, Simpatiċi, The Family Grech und Now We See.
Außerdem bekam er 1984 in dem Film Final Justice eine Hauptrolle. 1988 trat er in Red Eagle auf. Am 2. Dezember 2013 starb er im Alter von 83 Jahren an Prostatakrebs im Mater Dei Hospital.

## Filmografie (Auswahl)
Schauspieler
- 1970: F'Bahar Wiehed (Fernsehserie)
- 1984: Final Justice
- 1988: Red Eagle
- 1989: Romanzen ohne Ende (Fernsehserie, 1 Folge)

Drehbuchautor
- 1999: Simpatici (Fernsehserie)
- 2009: Il-Kristu Tal-Kerrejja (Fernsehserie)